# 제논 (프로세서)
제논(Xenon)은 가정용 게임기인 마이크로소프트 엑스박스 360에 사용된 CPU이다.
코드네임은 Waternoose(IBM) 또는 XCPU(마이크로소프트)로 IBM의 PowerPC를 기반으로 개발되었다. 3개의 코어에 각 코어는 2개의 하드웨어 스레드(SMT)를 내장하여 동시에 6개의 스레드 처리가 가능하다. 또 각각의 코어는 32KB 명령어 캐시와 32KB 데이터 캐시를 내장하고 있다.
싱가포르의 차터드(Chartered) 반도체에서 제조하고 있으며 표기는 XCPU, 제조 공정은 90 나노미터 공정이었으나 2007년 65 나노미터 공정으로 개선하였다.

## 사양
- 90 나노미터 공정, 2007년 65 나노미터 공정으로 개선, 2008년 이후 45 나노미터 공정으로 이행
- 1.65억개의 트랜지스터
- 3.2 GHz, 116 GFLOPS
- 3개의 코어, 각 코어당 2개의 하드웨어 스레드 처리(SMT)
- 각 코어마다 VMX128(SIMD) 장치 내장, 각 하드웨어 스레드마다 128개의 VMX128 레지스터 내장
- 1 MB의 L2 캐시 - 256비트, CPU의 절반속도인 1.6 GHz로 동작, 대역폭 51.2 GB/s (256비트×1600 MHz)
- FSB(프론트 사이드 버스) 21.6 GB/초
- 도트 프로덕트 성능 (벡터 연산 성능): 초당 960만
- 인 오더(In-order) 방식의 코드 실행만 가능
- 빅 엔디언 아키텍처
- 마이크로소프트 보안 부트로더(Microsoft's Secure Bootloader) 저장 롬(ROM)